# 登頓冰川
77°29′S 162°35′E / 77.483°S 162.583°E
登頓冰川（英語：Denton Glacier）是南極洲的冰川，位於維多利亞地，流經紐沃爾山西北坡，以美國地質學家命名，該冰川現時由南極條約體系管理。